# بيكانيا
البيكانيا، كما تسمى في اللغة البرتغالية، هي قطعة لحم البقر، وتسمى أيضا بـسرلوين كاب باللغة الإنجليزية، ولها شعبية كبيرة في البرازيل.

## البيكانياالبرازيلية

قطع لحم البقر البرازيلية

في البرازيل، البكانية عامة تعد أغلى قطع لحم البقر. هناك، لا يتم استئصال الدهن من البيكانيا حتى يتم شواؤها.